# Casa al carrer Sant Pere, 49 (Mataró)
La casa al carrer Sant Pere, 49 de Mataró (Maresme) és un edifici que forma part de l'Inventari del Patrimoni Arquitectònic de Catalunya.

## Descripció
Era una casa formada per una planta baixa i un pis, coberta per una teulada de dos vessants amb el carener paral·lel a la façana, que seguia la línia del carrer, amb edificis adossats als murs laterals. Destacava com a model de casa senzilla del segle xvii.
El portal i la finestra estaven treballats amb carreus de pedra granítica (la finestra de la planta baixa era posterior). Hi destacava la llinda del portal, amb la data de 1633 gravada, i l'ampli voladís de la teulada.
Hi havia altres cases de característiques molt similars al costat, però aquesta era la més ben conservada i l'única que tenia la data inscrita.
La casa s'ha remodelat totalment i només se n'ha conservat la llinda del portal, que ara corona el balcó de l'edifici actual.